# Américo Brasílio Silvado
Américo Brasílio Silvado foi um tenente da Armada Imperial Brasileira morto durante a Batalha de Curuzu enquanto comandava o encouraçado Rio de Janeiro quando este afundou tornando-se o único naufrágio de um encouraçado brasileiro em toda a Guerra do Paraguai. Após sua morte, um navio foi batizado em sua homenagem, que originalmente deveria se chamar Nemesis mas que teve uma mudança em seu nome após a aquisição pela Armada. Segundo relatos, Brasílio Silvado teria sido avisado da presença de minas na região pelo engenheiro James Hamilton Tomb, mas continuou a operação mesmo assim, portanto, como consequência da morte de Brasílio Silvado e do naufrágio do encouraçado que comandava, as operações navais posteriores passaram a ouvir mais atentamente os relatos deste engenheiro.